# Jianshuiïta
La jianshuiïta és un mineral de la classe dels òxids que pertany al grup de la calcofanita. Rep el seu nom del comtat de Jianshui, on es troba la seva localitat tipus.

## Característiques
La jianshuiïta és un òxid de fórmula química MgMn⁴⁺₃O₇(H₂O)₃. Cristal·litza en el sistema triclínic. La seva duresa a l'escala de Mohs es troba entre 1,5 i 2. És un mineral isostructural amb l'aurorita, la calcofanita i l'ernienickelita.
Segons la classificació de Nickel-Strunz, la jianshuiïta pertany a «04.FL: Hidròxids (sense V o U), amb H2O+-(OH); làmines d'octaedres que comparetixen angles» juntament amb els següents minerals: trebeurdenita, woodallita, iowaïta, jamborita, meixnerita, fougerita, hidrocalumita, kuzelita, aurorita, calcofanita, ernienickelita, woodruffita, asbolana, buserita, rancieïta, takanelita, birnessita, cianciul·liïta, jensenita, leisingita, akdalaïta, cafetita, mourita i deloryita.

## Formació i jaciments
Va ser descoberta l'any 1992 al dipòsit de manganès de Luzhai, al comtat de Jianshui de la Prefectura Autònoma de Honghe, (Yunnan, República Popular de la Xina). També ha estat descrita a la mina del mont Szklana, a Szklary (Baixa Silèsia, Polònia), a les mines de ferro d'Ojos Negros, a Teruel (Espanya), i a la cadena Walvis, a l'oceà Atlàntic.